# Zoo de Ljubljana
Le zoo de Ljubljana (en slovène : Živalski vrt Ljubljana), est un parc zoologique située à Ljubljana, en Slovénie. Il est considéré comme le zoo national et est ouvert toute l'année. Situé sur la pente sud de la colline de Rožnik (en), dans un environnement de forêts et de prairies, le zoo est notable du fait que Ljubljana se situe à l'intersection entre les habitats alpin, pannonien, méditerranéen et dinarique ; il comprend 500 animaux de 119 espèces et 14 races différentes (insectes non-compris). En face du zoo se trouve une statue représentant un taureau, créée par le sculpteur Janez Boljka (sl).

## Histoire
Le zoo est créé le 10 mars 1949 par le conseil de ville de Ljubljana. À l'origine placé au centre-ville, près du siège social de RTV Slovenija, il a été déplacé en 1951 à son emplacement actuel, qui occupe une surface de 19,6 hectares.
En 2008, une rénovation totale du zoo, qui se terminerait en 2016, est annoncée. L'année suivante, un nouvel enclos est construit pour abriter des saïmiris. La même année, le zoo accueille également de nouveaux pandas roux ainsi que des alpaga. À la fin de l'année commence la construction d'un autre enclos pour accueillir des lions de mer ; en 2013, le zoo héberge trois otaries de Californie. En 2010, deux tigres de Sibérie meurent de vieillesse. Depuis 1996, le zoo comporte deux lions (Panthera leo), un mâle et une femelle, provenant du zoo de Karlsruhe, en Allemagne. Le mâle décède en 2011 à la suite d'une opération orthopédique, et la femelle meurt d'un cancer en 2013.
En 2011, un nouvel enclos comprenant quatre ratons laveurs est construit, et le zoo reçoit également un couple de lynxs. En 2012, le zoo reçoit une paire de grues de Sibérie, nommés Vito (provenant d'un zoo de Hongrie) et Vita (provenant du Jardin zoologique de Magdebourg (de), en Allemagne), ainsi que 40 flamants roses. En 2013, le zoo accueille son premier couple de guépards provenant du Borås djurpark (en) en Suède ; ils ont été installés dans l'ancien enclos des tigres de Sibérie, qui a été rénové. En raison de dégâts causés par des chutes d'arbres, le zoo a été fermé aux visiteurs le 2 février 2014. Il a également été annoncé qu'un nouveau couple de tigres de Sibérie arriveront à la fin d'août 2014.

## Accessibilité
Le zoo de se trouve à 40 minutes à pied depuis le centre-ville de Ljubljana. Depuis 2006, la ligne de bus no  23 relie le centre-ville au zoo.

## Galerie

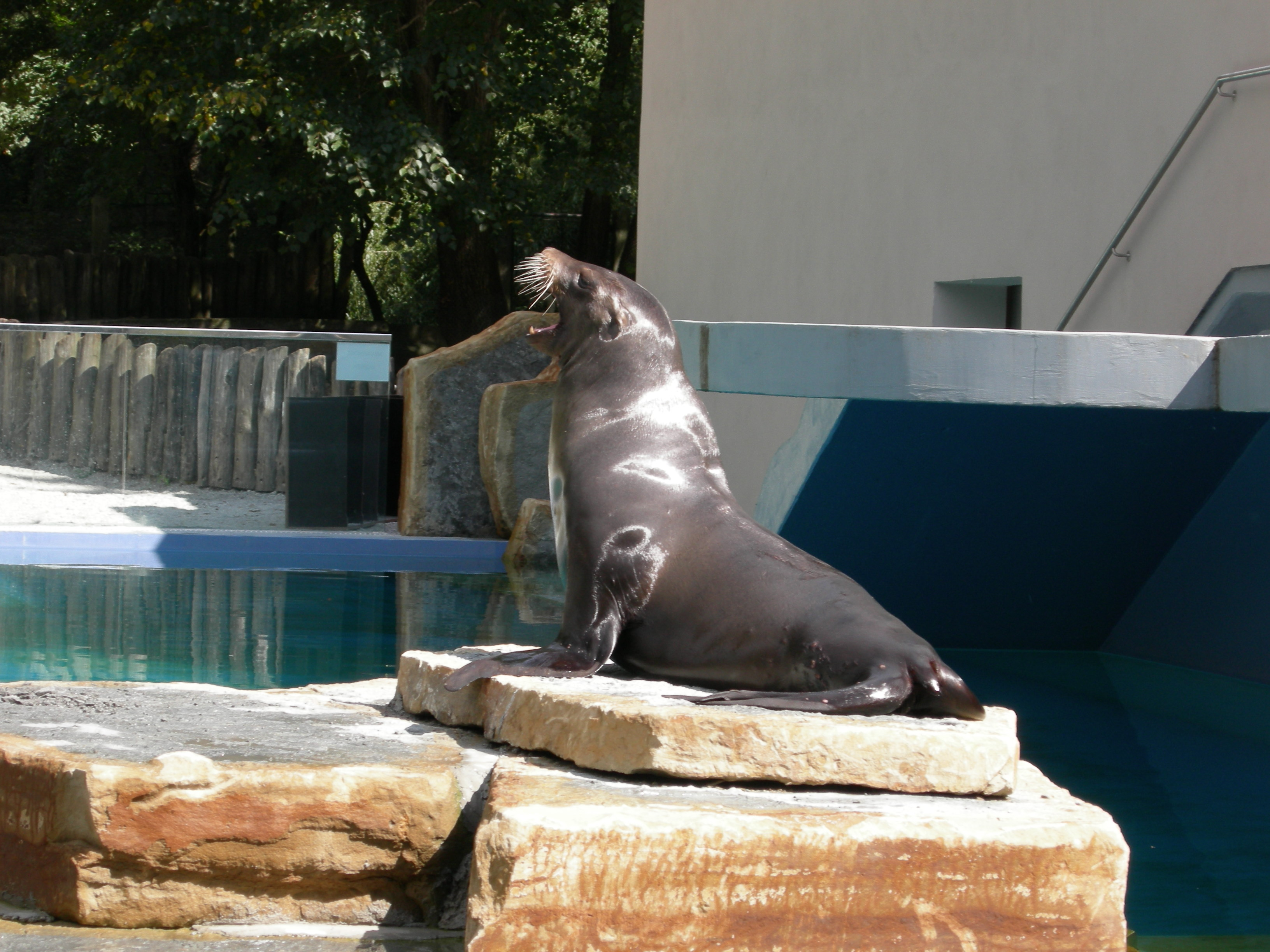
Otarie de Californie au zoo de Ljubljana
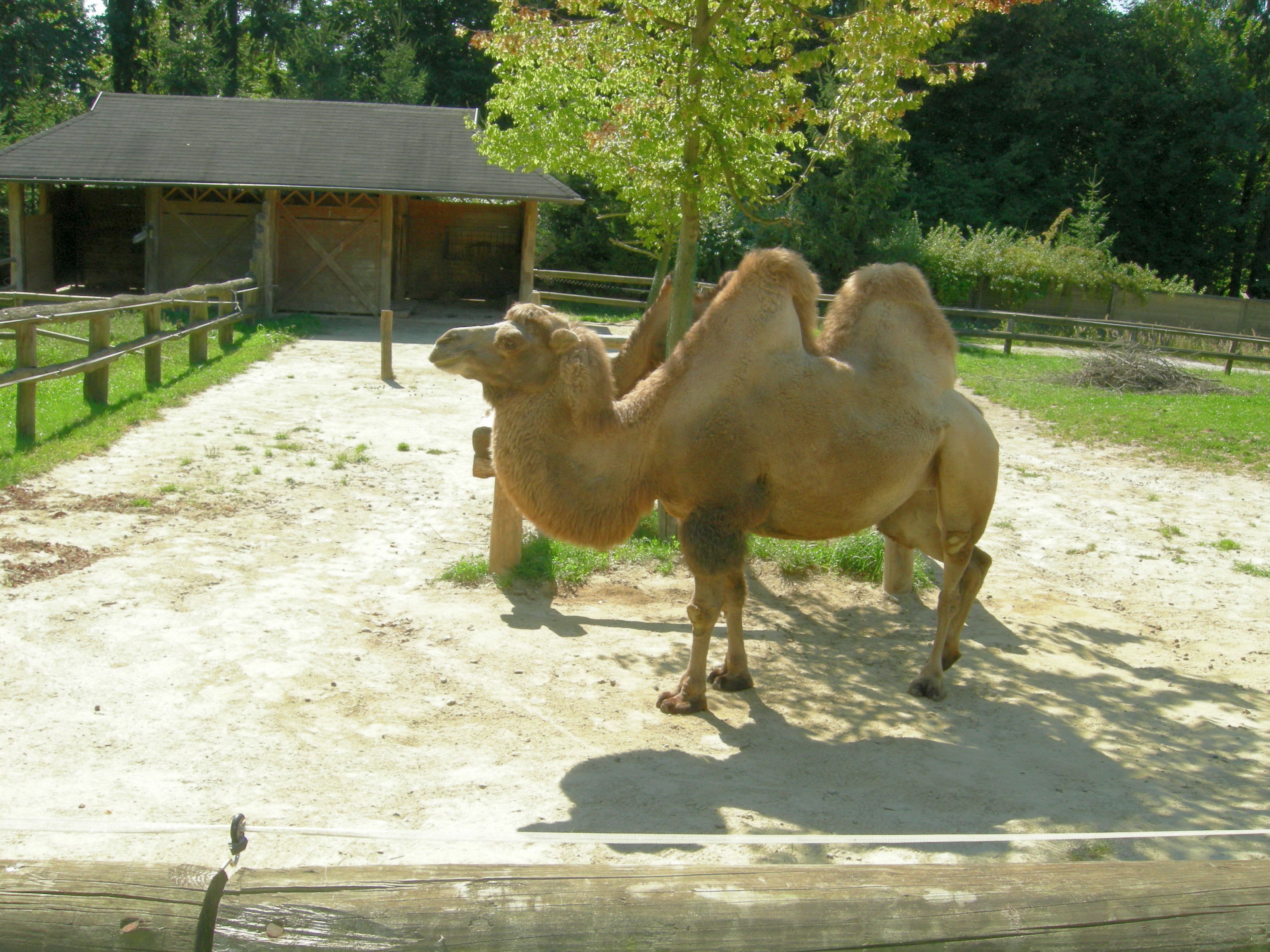
Chameau au zoo de Ljubljana
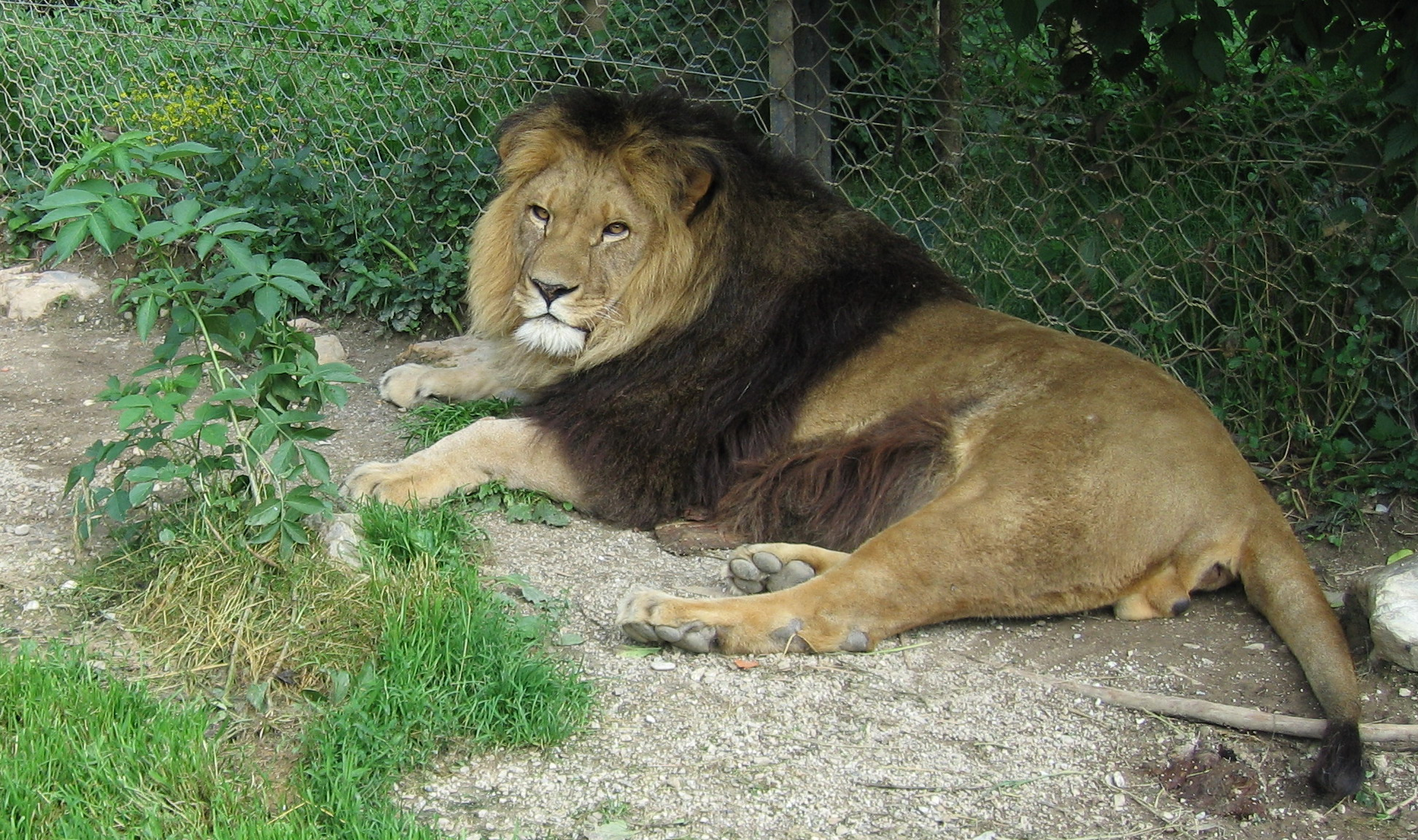
Lion au zoo de Ljubljana